# Edyta Folwarska
Edyta Folwarska (ur. 18 maja 1987 w Ząbkach) – polska influencerka, dziennikarka, pisarka i prezenterka telewizyjna. 

## Biografia
Urodziła się w 1987 w Ząbkach. Karierę medialną rozpoczęła w dzienniku „Super Express”, w którym początkowo pisała w dziale sportowym, a następnie przeprowadzała wywiady z polskimi i zagranicznymi gwiazdami. Z ramienia dziennika została wysłana do Cannes, by przeprowadzić tam wywiad z aktorami serialu Hell on Wheels: Witaj w piekle.
Rozpoznawalność zapewniła jej współpraca ze stacją Polo TV, w której pracowała jako prezenterka i konferansjerka podczas koncertów; prowadziła programy, takie jak: Poczekalnia Disco Polo Live, Hit Dnia i Disco weekend z blondi.
W 2018 wystąpiła się w nagiej sesji w „Playboyu”. W międzyczasie wystąpiła też epizodycznie w filmach Patryka Vegi: Botoks (2017) i Kobiety mafii (2018) oraz w serialu Botoks (2018). W 2019 zadebiutowała jako pisarka powieścią Zbiór miłości niechcianych, później wydała jej kontynuację – Wszyscy moi mężczyźni i wszystkie moje dramaty (2020). W 2021 opublikowała jeszcze trzy powieści: Pokusa, Noc w Wenecji i Kochanka. W 2023 powstał film Pokusa na podstawie jej powieści. Reżyserką była Maria Sadowska, a Folwarska współtworzyła scenariusz. W 2023 uczestniczyła w programie reality show Królowe przetrwania w TVN 7. 
Ma syna Tadeusza (ur. 2018). Jej małżeństwo zakończyło się rozwodem.